# All Time Low
Voor het nummer van Jon Bellion, zie All Time Low (Jon Bellion).
All Time Low is een poppunkband uit Baltimore, Maryland.
De bandnaam All Time Low komt van de liedjestekst van "Head On Collision" van New Found Glory. Bekende nummers van de band zijn onder andere "Lost In Stereo", "Weightless" en "Dear Maria, Count Me In".

## Biografie
De band ontstond in 2003 en werd gesticht door Alex Gaskarth, Jack Barakat, Zack Merrick en Rian Dawson die samen op school zaten. Terwijl ze nog op school zaten begon All Time Low met het coveren van nummers van Green Day. In 2004 tekende de band een contract met Emerald Moon Records en brachten een jaar later hun eerste ep uit: The Three Words to Remember in Dealing with the End. Hun allereerste album kwam in juli 2005 op de markt: The Party Scene.
Voor de vier bandleden afstudeerden tekenden ze in 2006 een contract met Hopeless Records. In 2006 bracht de band een tweede ep uit, namelijk Put Up or Shut Up. In 2007 brachten ze een tweede album uit, So Wrong, It's Right, dat ook commercieel een succes werd, vooral in de Verenigde Staten, en hun finale doorbraak betekende. Hun derde album bracht de band uit in 2009, getiteld Nothing Personal. Met hun single "Weightless", dat ook op het album staat, kwamen ze toen ook in de Nederlandse TMF-Chart.
Na hun Europese tour in 2011 bracht de band album nummer vier op de markt: Dirty Works. Album vijf, Don't Panic, werd uitgebracht op 9 oktober 2012. Op 30 september 2013 kwam Don't Panic It's Longer Now, wat een verlengde versie is van het vorige album, met een aantal nieuwe nummers en akoestische versies van de bekendste nummers.

## België & Nederland
In februari 2011 heeft de band verscheidene optredens gegeven in België en Nederland. Op 15 februari 2011 stonden ze in Ancienne Belgique in Brussel en een dag later in de Melkweg in Amsterdam. In de zomer verscheen de band op Pinkpop op 13 juni 2011 en op Rock Werchter op 3 juli 2011. Ook in 2012 keerde de band terug en op 28 augustus stonden ze opnieuw in de Melkweg. Dat jaar werd er ook opgetreden op Pukkelpop. Op 5 juli 2013 kwamen ze weer naar Nederland, deze keer stonden ze in Poppodium 013 in Tilburg. Op 23 februari 2014 stonden ze in Paradiso, Amsterdam met een uitverkochte show. In 2015 deed de band een nieuwe Europese tour en werd er opgetreden op 11 maart in Utrecht en 13 maart in Antwerpen. Op 12 juni 2016 speelden ze een uur lang op Pinkpop op de 3fm-Stage. 

## Discografie

### Albums
- The Party Scene (2005)
- So Wrong, It's Right (2007)
- Nothing Personal (2009)
- Dirty Work (2011)
- Don't Panic (2012)
- Future Hearts (2015)
- Last Young Renegade (2017)
- Wake up, Sunshine (2020)
- Tell Me I'm Alive (2023)

### Livealbums
- Straight To DVD (2010)
- Straight To DVD II (2016)

### Ep's
- The Three Words to Remember in Dealing with the End (2004)
- Put Up or Shut Up (2006)
- MTV Unplugged (2010)

## Bezetting
- Alexander William Gaskarth - zang, gitaar
- Jack Bassam Barakat - gitaar, achtergrondzang
- Zachary Steven Merrick - basgitaar, achtergrondzang
- Robert Rian Dawson - drums